# Lundby (stadsdelsnämndsområde)

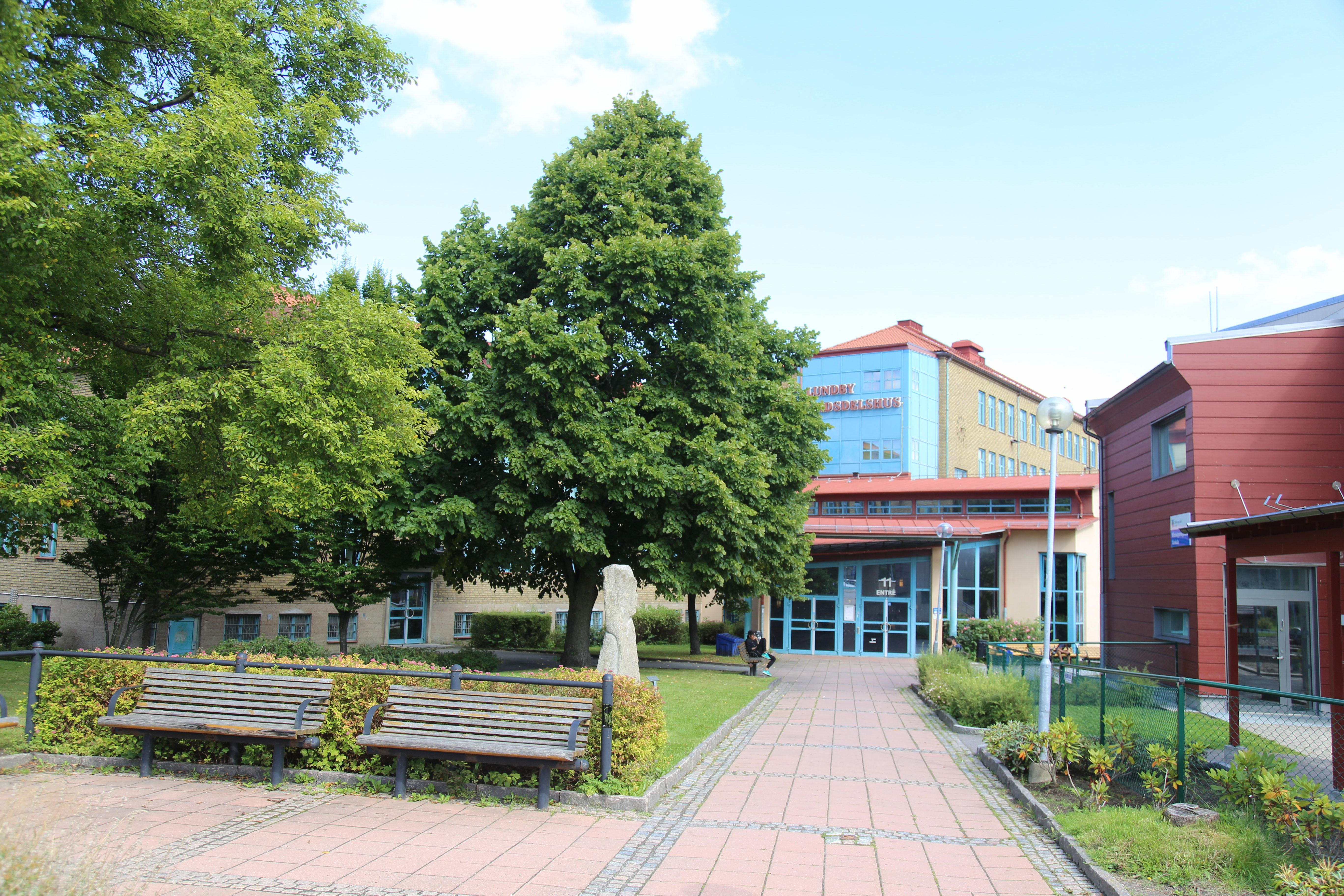
Stadsdelshuset i Lundby.

Lundby uttal (fil) var ett stadsdelsnämndsområde i Göteborgs kommun. Vid omorganisationen av stadsdelsnämnderna den 1 januari 2011 förblev stadsdelsnämndsområdet oförändrat. Det avvecklades, tillsammans med övriga stadsdelsnämndsområden, den 1 januari 2021.
Det låg på centrala Hisingen och sträckte sig från Älvsborgsbron i väster till Tingstadstunneln i öster. I norr gränsade Lundby till stadsdelsnämndsområdet Norra Hisingen, och i väster till Västra Hisingen.
Lundby stadsdelsnämndsområde omfattade till och med 2011 primärområdena 401 Brämaregården, 402 Kvillebäcken, 403 Slätta Damm, 404 Kärrdalen och 710 Sannegården. Sedan den 1 januari 2012 till och med den 31 december 2020 utgjordes stadsdelsnämndsområdet av primärområdena 402 Kvillebäcken, 403 Slätta Damm, 404 Kärrdalen, samt de nya primärområdena 414 Kyrkbyn, 415 Rambergsstaden, 416 Eriksberg och 417 Lindholmen, vilka ersatte Brämaregården och Sannegården.
Nyckeltalen redovisar statistik som beskriver Göteborg och dess 96 delområden, primärområden, per den 31 december och kan användas för att jämföra de olika områdena. Nedan redovisas uppgifter för primärområdet och jämförelse görs mot uppgifterna för hela kommunen.
|                                                           | Lundby     | Hela Göteborg |
| --------------------------------------------------------- | ---------- | ------------- |
| Folkmängd                                                 | 54 129     | 571 868       |
| Befolkningsförändring 2017–2018                           | 1 031      | 7 829         |
| Andel födda i utlandet                                    | 25,9 %     | 26,9 %        |
| Andel utrikes födda eller med två utrikes födda föräldrar | 34,2 %     | 36.1 %        |
| Medelinkomst                                              | 310 600 kr | 307 000 kr    |
| Arbetslöshet                                              | 4,4 %      | 5,5 %         |
| Antal ersatta dagar från F-kassan per person (16-64 år)   | 20,8       | 22,5          |
| Andel med eftergymnasial utbildning (minst 3 år)          | 37,6 %     | 36,0 %        |
| Andel bostäder byggda 1951–1960                           | 20,4 %     |               |
| Andel bostäder i allmännyttan                             | 18,4 %     | 26,3 %        |
| Antal färdigställda bostäder 2018                         | 412        |               |
| Andel bostäder i småhus                                   | 12,6 %     | 18,9 %        |

| Befolkningsutvecklingen i stadsdelsnämndsområdet 1990–2013 | Befolkningsutvecklingen i stadsdelsnämndsområdet 1990–2013 | Befolkningsutvecklingen i stadsdelsnämndsområdet 1990–2013 | Befolkningsutvecklingen i stadsdelsnämndsområdet 1990–2013 | Befolkningsutvecklingen i stadsdelsnämndsområdet 1990–2013 |
| ---------------------------------------------------------- | ---------------------------------------------------------- | ---------------------------------------------------------- | ---------------------------------------------------------- | ---------------------------------------------------------- |
|                                                            |                                                            |                                                            |                                                            |                                                            |
| År                                                         |                                                            |                                                            | Invånare                                                   |                                                            |
| 1990                                                       | 1990                                                       |                                                            | 29 439                                                     | 29 439                                                     |
| 1995                                                       | 1995                                                       |                                                            | 30 111                                                     | 30 111                                                     |
| 2000                                                       | 2000                                                       |                                                            | 32 236                                                     | 32 236                                                     |
| 2005                                                       | 2005                                                       |                                                            | 34 883                                                     | 34 883                                                     |
| 2006                                                       | 2006                                                       |                                                            | 35 854                                                     | 35 854                                                     |
| 2007                                                       | 2007                                                       |                                                            | 36 128                                                     | 36 128                                                     |
| 2008                                                       | 2008                                                       |                                                            | 38 260                                                     | 38 260                                                     |
| 2010                                                       | 2010                                                       |                                                            | 41 140                                                     | 41 140                                                     |
| 2012                                                       | 2012                                                       |                                                            | 43 938                                                     | 43 938                                                     |
| 2013                                                       | 2013                                                       |                                                            | 46 058                                                     | 46 058                                                     |
| Källa: Statistisk Årsbok Göteborg 2010 och 2015            |                                                            |                                                            |                                                            |                                                            |